# Printemps de feu
Printemps de feu est un roman de Marc-Édouard Nabe, publié en septembre 2003 par les éditions du Rocher.

## Résumé
Dans Printemps de feu, Marc-Édouard Nabe narre ses semaines passées en Irak, au moment du déclenchement de la guerre par les États-Unis. Il raconte sa vie sous les bombes américaines, aux côtés d'une femme, Shéhérazade, danseuse rencontrée à Damas.

## Accueil critique
L'écrivain a été invité par Thierry Ardisson, dans son émission Tout le monde en parle, pour défendre son livre face à Frédéric Beigbeder et Omar Sharif. Printemps de feu est un échec commercial et critique.  

### Avis négatifs
Nelly Kaprièlian, dans Les Inrockuptibles, critique le style du roman (Nabe « écrit comme un pied », à côté de lui, « Beigbeder passerait presque pour Chateaubriand ») et doute de la véracité de son voyage en Irak. Dans Marianne, Olivier Maison parle du livre comme d'un « pétard mouillé ». Pour Le Figaro, « l'indigne héritier de Jean-Edern Hallier fait l'effet d'un collégien onaniste et présomptueux qui voudrait en vain communiquer son plaisir au lecteur ». Pour le quotidien belge Le Soir, sous la plume d'Alain Lallemand, le style est jugé trop vulgaire et le point de vue de l'écrivain « ressemble à celui qu'aurait pu avoir un ethnologue dédaigneux au début du XXe siècle ». Magali Goumaz, du quotidien suisse La Liberté, s'en prend aux romans parus sur la guerre en Irak et affirme que Nabe est « allé en Irak par impuissance, anti-occidentalisme primaire et parce qu'on ne peut faire confiance à personne pour parler de choses sérieuses ».  

### Avis positifs
Parmi les critiques positives sur l'ouvrage, Saskia Galitch, dans l'hebdomadaire suisse Le Matin Dimanche, parle d'un récit « drôle, farfelu et, oui, parfaitement jouissif ». Politique Magazine apprécie le roman dans l'ensemble, à l'exception des scènes sexuelles.  

## Échos
- En mars 2009, dans le quotidien francophone libanais L'Orient-Le Jour, Printemps de feu est qualifié de « roman vécu de la guerre d'Irak »[10].

## Édition
- Marc-Édouard Nabe, Printemps de feu, éditions du Rocher, 2003, 299 p.  (ISBN 2-268-04771-7).